# Mack Beggs
Mack Beggs (1999) es un exluchador estadounidense de secundaria de Euless, Texas. Beggs es un hombre trans. Las reglas atléticas estatales solo le permitían competir en la liga según el sexo que le asignaron al nacer. En 2017, derrotó a Chelsea Sánchez en la liga femenina para ganar el campeonato femenino de Texas de 100 libras. En 2018, ganó el segundo título estatal consecutivo, derrotando nuevamente a Chelsea Sánchez. En 2019, Beggs apareció en el cortometraje documental Mack Wrestles de ESPN 30 for 30 y como parte del largometraje documental Changing the Game.

## Lucha libre

### Carrera de secundaria
En camino a los campeonatos estatales en 2017, dos de sus oponentes perdieron. Terminó la temporada 2017 con un récord de 57-0, ganando la categoría de peso de 110 libras en la división femenina.
En 2018 fue el mejor de la división femenina con récord de 32-0.
Algunos consideran que sus campeonatos estatales son controvertidos debido a las bajas dosis de testosterona que Beggs estaba tomando al comienzo de su primer año de escuela secundaria. Citando las posibles ventajas que la testosterona podría darle a Beggs sobre sus competidoras de lucha libre, algunos luchadores y sus padres protestaron, algunos incluso perdieron los combates. En una entrevista posterior, Beggs dijo que tomó bloqueadores hormonales para evitar cualquier beneficio que pudiera proporcionarle la testosterona.
Durante la escuela secundaria, Beggs también alcanzó puestos finalistas en torneos de la división masculina, incluido el tercer lugar en grecorromano (grupo de 3 personas) y el tercer lugar en lucha libre en el Campeonato Estatal de Lucha Libre de EE. UU. de Texas en 2018 (grupo de 6 personas).

### Carrera universitaria
En 2018, a Beggs se le dio la oportunidad de luchar a nivel universitario como asistente en la división masculina en una escuela NAIA. En su Instagram, Beggs anunció que lucharía para Life University.
No compitió en la temporada de lucha universitaria 2018-19 debido a una cirugía de doble mastectomía.

## Activismo
Beggs ha pedido a los legisladores estatales que modifiquen las regulaciones de la Liga Interescolar Universitaria que exigen que los atletas compitan con el género asignado al nacer. Beggs también ha declarado que el debate sobre legislación como el Proyecto de Ley Senatorial 6 (también conocido como Proyecto de Ley de Baños de Texas) lo ha motivado a defender a los jóvenes transgénero.
En 2023, Beggs testificó ante el Comité de Educación Superior de la Cámara de Representantes de Texas en oposición al Proyecto de Ley Senatorial 15, que extendería las limitaciones estatales a los estudiantes atletas transgénero en el nivel de la escuela secundaria a las universidades públicas de Texas.